# Duna Plaza
Duna Plaza est un centre commercial de Budapest, situé dans le 13e arrondissement.